# Lidia Menapace
Lidia Menapace (au bureau d'état civil Lidia Brisca), née le 3 avril 1924 à Novare et morte le 7 décembre 2020 à Bolzano, est une partisane, personnalité politique et une essayiste italienne.

## Biographie
Lidia Menapace naît le 3 avril 1924 à Novare.
Quand elle est encore très jeune, elle participe à la Résistance comme relais des partisans et après la guerre, elle s'engage dans des mouvements catholiques, notamment avec la Fédération des universitaires catholiques italiens (FUCI). En 1952, elle s'installe dans le Tyrol du Sud et en 1964, elle est, en tant que candidate démocrate-chrétienne, la première femme élue au conseil provincial de Bolzano, avec Waltraud Gebert Deeg. Au cours de la même législature, elle est également la première femme à rejoindre le conseil provincial, en tant que conseillère pour les affaires sociales et la santé.
Elle est sénatrice de 2006 à 2008.
Hospitalisée pour Covid-19 dans le service des maladies infectieuses de l'hôpital de Bolzano, Lidia Menapace meurt à l'âge de 96 ans.